# The Chocolate Watchband
The Chocolate Watchband fu un gruppo garage rock formatosi nel 1965 in California e attivo fino al 1970; venne riformato nel 1999 per alcuni concerti continuando le esibizioni dal vivo negli anni successivi in Europa insieme ai Little Seven e ai The Electric Prunes. Praticavano, negli anni sessanta, un forte garage rock denso di influenze blues. Questo stile molto comune all'epoca, evolse in una più moderna e giovane psichedelica, tipica della California.

## Storia

### Gli inizi
Il gruppo venne formato nell'estate del 1965 da un progetto di Ned Torney e Mark Loomis, due chitarristi che avevano già suonato insieme nel 1964; ai due si unirono Rich Young (basso), Pete Currey (batteria), Jo Kemling (organo) e Danny Phay (voce). Questa prima formazione ebbe vita breve in quanto Pete Currey lasciò il gruppo e venne rimpiazzato da Gary Andrijasevic, un batterista di formazione jazz. A questa sostituzione ne seguirono subito altre nei mesi seguenti. Per Torney si aprirono prospettive migliori per diventare chitarrista solista e lasciò il gruppo. A lui seguirono il leader Phay e l'organista Kemling che insieme formarono i "Topsiders". I Chocolate Watchband a questo punto si sciolsero e, grazie all'apporto di altri due musicisti, Mark Loomis formò i "The Other Side".

### Il successo (1966-1967)
Mark Loomis dopo alcuni mesi passati a suonare da solo per un pubblico di teenager, decise di rifondare i Chocolate Watchband chiamando al basso Bill'Flo'Flores, alla batteria Gary Andrijasevic, alla chitarra ritmica Dave Tolby e alla voce Dave Aguilar.
La band cominciò ad affermarsi in diverse zone della baia californiana. Avevano un repertorio di cover di classici del blues rivisitati. Il loro stile rimane tuttavia lontano dalle sperimentazioni degli altri gruppi della zona, con i quali però suonarono spesso insieme. Spesso si trovarono sul palco a fianco dei Grateful Dead. Il successo del gruppo era cresciuto rapidamente e dopo uno spettacolo in cui fecero d'apertura ai The Mindbenders, trovarono un contratto discografico con la Green Grass Production e cominciarono a lavorare con i produttori Ray Harris e Ed Cobb. Cobb diede al gruppo una canzone scritta da lui stesso anni prima intitolata "Sweet Young Thing" che venne registrata nel 1966 insieme ad una cover di Bob Dylan, It's All Over Now, Baby Blue. I Chocolate Watchband cominciarono a sperimentare e a incidere materiale proprio. Dave Aguilar compose pezzi come "Right By My Side", "Gone & Passes By" , "Don't Need Your Lovin Anymore" e "Sittin There Stading".
Il brano "Sweet Young Thing" divenne famoso negli ambienti californiani durante la primavera del 1967 e si ricorda anche per la recente cover dei Jet. L'attività live in quel periodo era la preferita dal gruppo che era noto per i modi e i suoni selvaggi. Il secondo singolo del gruppo fu la commerciale "Misty Lane", pubblicato assieme alla ballata "She Weaves A Tender Trap", imposta dalla casa discografica nel lato B.
Il gruppo non digerì questo affronto e comprò varie copie del disco e le usò come bersaglio per sparare.
Le tensioni rispuntano immediatamente dopo la pubblicazione del primo disco No Way Out (1967), infatti Mark Loomis, che nel frattempo aveva assunto il ruolo di leader, cominciò a prendere droghe e ad essere insoddisfatto della via musicale presa dal gruppo. Loomis lasciò così il gruppo e avviò un nuovo progetto fondando i Tingle Guild. Venne seguito da Andrijasevic e da Aguilar.
Nel corso di questo periodo i Chocolate Watchband presenziarono in due film: "Riot On Sunset Strip" e "The Love-Ins". Quest'ultimo ispirò la canzone "Are You Gonna Be There (At The Love-Inn)", scritta e registrata in un giorno, inserita nel lato B del singolo "No Way Out".

### Nuova formazione (fine 1967)
Dopo l'abbandono dei tre membri più importanti, i due musicisti rimanenti, Tolby e Flores, cercarono di rimettere in sesto il gruppo il più velocemente possibile e allo stesso tempo di mantenere il successo ottenuto. Chiamarono quindi Tim Abbott, Mark Whittaker e Chris Flinders membri della San Francisco Bay Blues Band.
La nuova formazione fu composta da:
- Sean Tolby (chitarra solista)
- Bill'Flo'Flores (basso)
- Tim Abbott (chitarra ritmica)
- Mark Whittaker (batteria)
- Chris Flinders (voce)

Il gruppo mantenne un discreto livello di fama ma, non raggiunse i vertici raggiunti con la formazione precedente, i fan non approvavano il cambiamento, per loro i Chocolate Watchband non esistevano più. Lo stato delle cose si modificò ancora una volta e nell'autunno del 1968, Abbott e Flinders, ebbero dei diverbi con Tolby e si giunse ad una nuova rottura.

### Ritorno al passato e rottura definitiva (1968-1969)
Dopo l'ennesima rottura la Chocolate Watchband si riformò e tornarono due dei membri storici, ovvero Loomis e Andrijasevic. Alla voce andò Danny Phay e come seconda chitarra Ned Torney. 
Il ritorno ad una formazione simile a quella storica, culminò con la pubblicazione di One Step Beyond (1969), terzo disco.

## Influenza di Cobb sul gruppo
Il gruppo incorse in molte liti con il suo manager Ed Cobb. Quest'ultimo voleva modellare il gruppo secondo la sua personale immagine di psichedelia. Questa immagine fondata su una concezione musicale prevalentemente strumentale, non si adattava alle caratteristiche del gruppo che nei live, faceva grossa leva sui testi.
Il manager, come ammise egli stesso più recentemente, non si rese conto del talento dei musicisti a sua disposizione. 
Cobb registrò la maggior parte dei dischi senza di loro, infatti neanche la metà di The Inner Mystique (1968), secondo disco in ordine di pubblicazione, fu registrata con i veri membri del gruppo. L'album One Step Beyond avrebbe dovuto rappresentare una svolta ma, fu un insuccesso eccetto per le canzoni scritte da Aguilar.

## Formazione

### Dal 1965 al 1966
- Ned Torney (chitarra)
- Mark Loomis (chitarra)
- Rich Young (basso)
- Pete Currey (batteria)
- Jo Kemling (organo)
- Danny Phay (voce)

### Dal 1966 al 1967
- Marc Loomis (chitarra)
- David Aguilar (voce)
- Gary Andrijasevic (batteria)
- Sean Tolby (chitarra)
- Bill'Flo Flores (basso)

## Discografia

### Album in studio
- No Way Out (1967)
- The Inner Mystique (1968)
- One Step Beyond (1969)
- Get Away (2000)

### Album dal vivo
- At The Love-In Live (2001)

### Raccolte
- The Best Of The Chocolate Watchband (1983)
- Melts In Your Brain...Not On Your Wrist (2005)